# Carotteuse

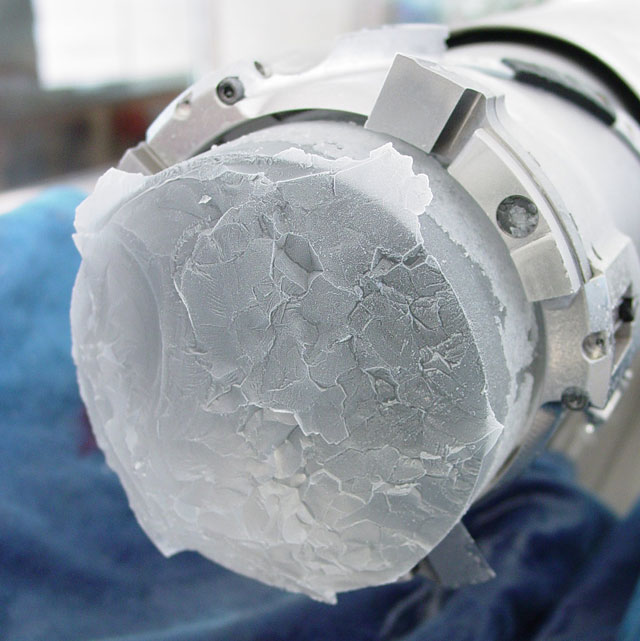
une carotte de glace en bout d'une carotteuse.

Une carotteuse est un outil permettant de creuser pour un prélèvement dans différents types de matières.
En géologie, on peut prélever des roches ou de la glace sous la forme d'un carottage.
C'est aussi un outil utilisé dans le bâtiment pour percer des trous de gros diamètres dans les dalles de béton.
En fromagerie, une carotteuse à fromage est parfois utilisée pour prélever un échantillon au centre du fromage, afin de déterminer son état.